# Усов, Вадим Владимирович
Вадим Владимирович Усов (род. 21 сентября 1969) — советский и российский самбист, призёр первенства СССР по самбо среди юношей 1987 года, чемпион СССР и мира среди юниоров 1988 года, бронзовый призёр чемпионата СССР 1991 года, чемпион России 1992 и 1993 годов, чемпион Европы и мира по самбо 1993 года, мастер спорта международного класса[уточнить]. Выступал во 2-й полусредней весовой категории (до 74 кг).
Является вице-президентом Нижегородской областной федерации самбо и президентом Федерации самбо города Кстово. В свободное время увлекается коллекционированием предметов старины. Создал на своей даче музей по этой теме.

## Спортивные результаты
- Чемпионат СССР по самбо 1991 года — ;
- Чемпионат России по самбо 1992 года — ;
- Чемпионат России по самбо 1993 года — ;